# A spasso con Daisy (opera teatrale)
A spasso con Daisy (Driving Miss Daisy) è un'opera teatrale di Alfred Uhry, debuttata nel 1987 a New York.

## Trama
Atlanta, 1948. La ricca signora del Sud Daisy Werthan è obbligata dal figlio ad assumere un autista di colore, Hoke Colburn, dopo aver avuto un incidente automobilistico. La relazione tra i due è inizialmente difficile a causa della ritrosia della vecchia signora nei confronti dell'impiegato, ma con il passare del tempo Daisy è costretta a rivedere le sue convinzioni ed instaura con Hoke un rapporto prima cordiale e poi decisamente amicale. La commedia si conclude nel 1973 quando Daisy, ultranovantenne e confinata in una casa di riposo, confessa a Hoke che lui è stato il più grande amico che abbia mai avuto.

## Produzioni principali
New York, 1987
Driving Miss Daisy debuttò al Playwrights Horizons di New York il 15 aprile 1987 e, trasferita al John Houseman Theatre, rimase in scena per un totale di 1195 repliche fino al 3 giugno 1990. Facevano parte del cast originale Dana Ivey nel ruolo di Daisy e Morgan Freeman in quello di Hoke. Lo spettacolo ottenne ottime recensioni e vinse il Premio Pulitzer per la drammaturgia, l'Obie Award alla miglior nuova opera teatrale e tre Outer Critics Circle Award: miglior opera teatrale, migliore attrice protagonista (Ivey) e miglior regia (Ron Lagomarsino). Nel corso delle repliche la Ivey fu sostituita da Frances Sternhagen, mentre allo scadere del contratto Freeman Hoke è stato interpretato da Earle Hyman.
Londra, 1988
A spasso con Daisy debuttò sulle scene londinesi nel 1988, all'Apollo Theatre. Facevano parte del cast Clarke Peters (Hoke), Wendy Hiller (Daisy) e Barry Foster (Boolie).
Broadway, 2010
David Esbjornson ha diretto la prima produzione di Broadway della commedia, andata in scena al John Golden Theatre per 180 repliche tra il 25 ottobre 2010 e il 9 aprile 2011. Il cast era composto da Vanessa Redgrave nel ruolo di Daisy, James Earl Jones nel ruolo di Hoke e Boyd Gaines nella parte di Boolie. Per la sua interpretazione Vanessa Redgrave è stata candidata al Tony Award alla miglior attrice protagonista in uno spettacolo.
Londra, 2011
La produzione di Esbjornson è stata riproposta anche a Londra nell'autunno del 2011, con il medesimo cast. Lo spettacolo è andato in scena dal 26 settembre al 17 dicembre.
Tour britannico, 2012
Gwen Taylor, Don Warrington e Ian Porter hanno interpretato i tre protagonisti del tour inglese della commedia, andato in scena in diverse città tra l'ottobre del 2012 e l'aprile del 2013.
Tour australiano, 2013
Un tour di A spasso con Daisy ha toccato le principali città australiane tra il febbraio e il giugno del 2013. Facevano parte del cast Angela Lansbury (Daisy), James Earl Jones (Hoke) e Boyd Gaines.

## Adattamenti
Dall'opera teatrale nel 1989 è stato tratto il film A spasso con Daisy con la regia di Bruce Beresford.